# Marathón
Marathón (řecky Μαραθών, novořecky Μαραθώνας Marathónas) je město v Řecku. Nachází se na východním pobřeží poloostrova Attika a žije v něm asi 33 423 obyvatel. Marathón znamená v překladu fenyklové pole. Obec je známá slavným vítězstvím Athéňanů nad Peršany v roce 490 př. n. l. a maratónským během v délce 42 km a 195 m. Z města pocházel též sofista Héródés Attikos.

## Historie
Historie Marathónu sice nezačíná řecko-perskými válkami, ale je to období, kdy se Marathón proslavil (více viz bitva u Marathónu). Pomoc Athéňanů maloasijským Řekům při povstání proti perské nadvládě vedla k odvetě. V roce 490 př. n. l. poslala mocná Perská říše svou armádu proti Athéňanům a vylodila se v blízké zátoce u Marathónu. V čele Peršanů stáli Dátis a Artafernés, převaha jejich armády byla obrovská (20 000 až 30 000 vojáků). Velitelem Athéňanů byl Kallimachos a Miltiadés, jejich armáda čítala přibližně 9 000 athénských a asi 1 000 platajských vojáků. Byl vyslán posel o pomoc i do Sparty, ale ti dorazili až po bitvě. Přesto zvítězili Athéňané, kteří ztratili pouhých 192 mužů. Útočníci ztratili 6 400 mužů. Bylo to jedno z nejslavnějších vítězství řeckých vojsk. Porážkou Peršanů Athéňané založili své mocenské postavení a uchránili řeckou kulturu před náporem východní despocie.

## Maratónský běh
Vítězství Řeků běžel oznámit do Athén řecký voják Thersippose nebo Euklea. Uběhl bez odpočinku trať 42 km 200 m. Na athénském náměstí zvolal: Zvítězili jsme! (Neníkékamen!). Poté klesl mrtev zcela vyčerpán nadlidským výkonem. Některé zdroje uvádějí jako běžce Feidippida, ten však běžel žádat o pomoc do Sparty přibližně 270 km.
Jako připomenutí slavného běhu vojáka do Athén a na základě uběhnuté vzdálenosti (cca 42 km) byla počátkem 20. století pojmenována nejdelší olympijská běžecká trať jako maratonský běh.

## Památky
Athéňané byli zpopelněni a společně pohřbeni v mohyle – kruhové nasypané návrší (tzv. Soros) o výšce 9–12 m, průměru 50 m a obvodu 185 m. V současnosti stojí před mohylou moderní kopie stély (památník ve tvaru podlouhlé vertikální desky) z 5. stol, jejíž originál je vystaven v Národním archeologickém muzeu v Athénách. Mohyla je velmi působivá, ale neznamená nic ve srovnání s vítězstvím, které symbolizuje. Z jejího vrcholu lze přehlédnout celé bojiště od zátoky na východě až po výšinu na západě, pod níž byl athénský tábor. Bojiště se rozprostíralo východně od silnice vedoucí z Nea Makri do dnešní obce Marathón, která leží asi 5 km severně od bojiště. Mohyla Platajských je blízko archeologického muzea, asi 3 km na západ. Peršané byli pohřbeni na severovýchodě v oblasti kolem kostelíka Panagía Mesosporítisissa, ale jejich hroby nejsou nijak označeny.